# Clément Beaune

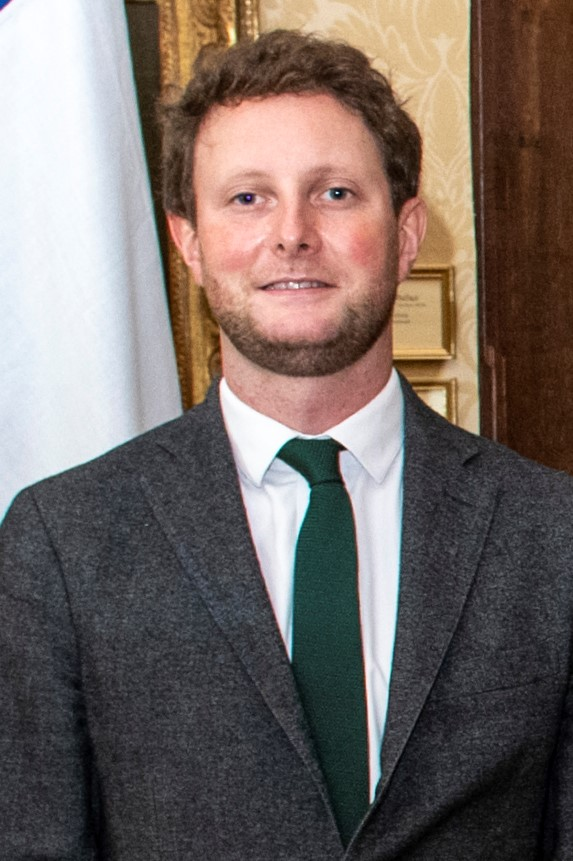
Clément Beaune (2020)

Clément Beaune (* 14. August 1981 in Paris) ist ein französischer Politiker (LREM, TdP). Er war von Juli 2022 bis Januar 2024 beigeordneter Minister für Verkehr im Umweltministerium. Zuvor war er ab Juli 2020 Staatssekretär bzw. beigeordneter Minister für europäische Angelegenheiten im Ministerium für Europa und Äußeres.

## Leben und politische Karriere
Beaune wuchs als Sohn eines Professors der Biochemie und einer Krankenschwester mit russisch-jüdischen Wurzeln in Paris auf. Einer seiner Urgroßväter wurde in Auschwitz ermordet. Beaune studierte am Institut d’études politiques de Paris (Sciences Po; mit einem Erasmus-Aufenthalt in Irland), dem College of Europe in Brügge und der École nationale d’administration (ENA), wo er ein Jahrgangskollege von Florian Philippot war.
Nach seinem ENA-Abschluss 2009 wurde er höherer Beamter in der Haushaltsabteilung des französischen Wirtschafts- und Finanzministeriums. Von 2013 bis 2014 fungierte er als Fachberater für Haushaltsfragen im Stab des damaligen Premierministers Jean-Marc Ayrault. Anschließend wechselte er in den persönlichen Beraterstab des damaligen Wirtschafts- und Industrieministers Emmanuel Macron, den er in europäischen, internationalen und Haushaltsfragen beriet. 2016–2017 war Beaune stellvertretender Generaldirektor von ADP Management, der Beteiligungsgesellschaft von Aéroports de Paris.
Seit seiner Jugend war Beaune Anhänger der Parti socialiste (PS) und Jacques Delors’. Er trat 2002 der PS bei, war von der Parteiarbeit aber bald enttäuscht. 2012 machte er Wahlkampf für François Hollande. Er schloss sich 2016 Emmanuel Macrons neuer Bewegung En Marche an. Nach Macrons Wahl zum Staatspräsidenten ernannte dieser Beaune zu seinem außenpolitischen Sonderberater. Er schrieb für Macron Reden, unter anderem die viel beachtete Rede an der Sorbonne-Universität am 26. September 2017, in der der Präsident seine Initiative für eine vertiefte europäische Integration vorstellte.
Mit der Bildung des Kabinetts Castex ernannte Macron Beaune im Juli 2020 als Nachfolger von Amélie de Montchalin zum Staatssekretär für europäische Angelegenheiten unter Außenminister Jean-Yves Le Drian. Damit ist er auch Beauftragter für die deutsch-französische Zusammenarbeit. Seit November 2020 ist Beaune Mitglied der Partei Territoires de Progrès (TdP), die den „linken Flügel“ im Lager der Macron-Unterstützer bildet. Unter der neuen Außenministerin Catherine Colonna wurde seine Position im Kabinett Borne im Mai 2022 zum beigeordneten Minister für Europa aufgewertet. Bei der Parlamentswahl im Juni 2022 gewann Beaune das Abgeordnetenmandat im 7. Wahlkreis von Paris, auf das er jedoch verzichtete, um weiterhin der Regierung anzugehören. 
Bei der Kabinettsumbildung im Juli 2022 wechselte Beaune in das Amt des beigeordneten Ministers für Verkehr, das dem Umweltminister Christophe Béchu unterstellt ist. Mit Bildung des Kabinetts Attal im Januar 2024 schied Beaune aus der Regierung aus und kehrte als Abgeordneter in die Nationalversammlung zurück. Bei der vorgezogenen Parlamentswahl im Juni 2024 verlor er seinen Sitz: Im 7. Wahlkreis von Paris erhielt er im ersten Wahlgang 32,8 Prozent, der Kandidat der linken Neuen Volksfront gewann die absolute Mehrheit der abgegebenen Stimmen.

## Trivia
Beaune hatte in der 2. Staffel der Fernsehserie Parlament einen kurzen Auftritt, in dem er sich selbst spielt.